# 西瓦倫西亞 (亞利桑那州)
西華倫西亞（英語：Valencia West）是位於美國亞利桑那州皮馬縣的一個人口普查指定地區。根據2010年美國人口普查，該地共人口2380人，而該地的面積約為25.65平方千米。

## 地理
西華倫西亞的座標為32°08′27″N 111°06′49″W / 32.14083°N 111.11361°W，而該地最高點為海拔高度1104米（即3623英尺）。